# Mqabba FC
Mqabba FC je maltský fotbalový klub z města Mqabba.

## Nejlepší hráči v historii klubu
- John Paul Muscat